# Wide Extended Graphics Array
WXGA es una norma de visualización de gráficos de ordenador. Abreviatura de "Wide eXtended Graphics Array" o "Wide XGA", que es una ampliación de resolución horizontal (el término "wide" se refiere al formato panorámico) del formato XGA.
La resolución de este formato es de 1366x768 que constituyen una imagen de 1.049.088 píxeles con una relación de aspecto de 16:9 (16 unidades horizontales por 9 verticales).
No obstante, estas especificaciones no pueden considerarse exactas, puesto que existen variantes entre fabricantes (1280 x 768, 1280 x 800, 1360 x 768, 1440 x 900).
Esta norma suele ser usada en ordenadores portátiles y en televisores de gran formato, aunque no todos ellos, pese a tener la resolución suficiente, soportan señales de alta definición (HDTV).
- Datos: Q1323747
- Multimedia: WXGA / Q1323747